# Ligue des champions masculine de l'EHF 2004-2005
Navigation
Ligue des champions 2003-2004 Ligue des champions 2005-2006
La saison 2004-2005 de la Ligue des champions de l'EHF est la 45e édition de la Ligue des champions masculine de l'EHF, anciennement Coupe d'Europe des clubs champions. Organisée par la Fédération européenne de handball, elle met aux prises 37 équipes européennes. 
Cette édition est remportée pour la septième fois par le FC Barcelone de Jérôme Fernandez, vainqueur en finale du BM Ciudad Real et succédant au RK Celje écarté en demi-finale par ces mêmes barcelonais.

## Présentation

### Formule
Cinq équipes se sont qualifiées par le biais d'un tour qualificatif au début du mois de septembre et ont rejoint les 27 déjà qualifiées en fonction du classement de leur pays réalisé à partir des performances des années précédentes. Les 32 équipes ont été réparties dans huit groupes de quatre, où elles disputeront un championnat à 6 journées. Les deux premiers de chaque groupe seront qualifiés pour le tour principal.
Donc, les 16 équipes qualifiées pour les huitièmes de finale en match aller et retour, puis les huit vainqueurs se qualifies pour les quarts de finale en match aller et retour, dont les vainqueurs s’affronteront en demi-finales toujours en match aller et retour et enfin les deux équipes qualifiées pour la finale s’affrontent, là aussi, en match aller et retour.

### Participants
Un total de 37 équipes provenant de 28 fédérations membres de l'EHF participent à cette édition de la Ligue des champions : 
- 27 équipes sont directement qualifiées pour la phase de groupes ;
- 10 équipes doivent passer par le tour préliminaire ;
- 3 championnats ont renoncé à présenter une équipe.

| Rang                   | Championnat          | Place(s) | Équipe(s)                | Statut | Répartition       |
| ---------------------- | -------------------- | -------- | ------------------------ | ------ | ----------------- |
| 1                      | Espagne              | 3        | BM Ciudad Real           | 1er    | Phase de groupes  |
| 1                      | Espagne              | 3        | FC Barcelone             | 2e     | Phase de groupes  |
| 1                      | Espagne              | 3        | Portland San Antonio     | 3e     | Phase de groupes  |
| 2                      | Allemagne            | 3        | SG Flensburg-Handewitt   | 1er    | Phase de groupes  |
| 2                      | Allemagne            | 3        | THW Kiel                 | 2e     | Phase de groupes  |
| 2                      | Allemagne            | 3        | TBV Lemgo                | 3e     | Phase de groupes  |
| 3                      | Hongrie              | 2        | Fotex KC Veszprém        | 1er    | Phase de groupes  |
| 3                      | Hongrie              | 2        | SC Pick Szeged           | 2e     | Phase de groupes  |
| 4                      | Slovénie             | 2        | RK Celje                 | 1er    | Phase de groupes  |
| 4                      | Slovénie             | 2        | RK Gorenje Velenje       | 2e     | Phase de groupes  |
| 5                      | Croatie              | 2        | RK Zagreb                | 1er    | Phase de groupes  |
| 5                      | Croatie              | 2        | RK Metković              | 1er    | Phase de groupes  |
| 6                      | Danemark             | 2        | GOG Håndbold             | 2e     | Phase de groupes  |
| 6                      | Danemark             | 2        | Kolding IF Håndbold      | 1er    | Phase de groupes  |
| 7                      | France               | 1 2      | Montpellier AHB          | 1er    | Phase de groupes  |
| 7                      | France               | 1 2      | US Créteil               | 2e     | Phase de groupes  |
| 8                      | Serbie-et-Monténégro | 1        | Étoile rouge de Belgrade | 1er    | Phase de groupes  |
| 9                      | Russie               | 1        | Medvedi Tchekhov         | 1er    | Phase de groupes  |
| 10                     | Norvège              | 1        | Sandefjord TIF           | 1er    | Phase de groupes  |
| 11                     | Suède                | 1        | IK Sävehof               | 1er    | Phase de groupes  |
| 12                     | Portugal             | 1        | FC Porto                 | 1er    | Tour préliminaire |
| 13                     | Macédoine            | 1        | RK Vardar Skopje         | 1er    | Phase de groupes  |
| 15                     | Pologne              | 1        | Wisła Płock              | 1er    | Phase de groupes  |
| 15                     | Suisse               | 1        | Pfadi Winterthur         | 1er    | Phase de groupes  |
| 16                     | Italie               | 1        | HC Conversano            | 1er    | Phase de groupes  |
| 17                     | Roumanie             | 1        | HCM Constanța            | 1er    | Phase de groupes  |
| 18                     | Ukraine              | 1        | ZTR Zaporijjia           | 1er    | Phase de groupes  |
| 19                     | Grèce                | 1        | Panellínios Athènes      | 1er    | Tour préliminaire |
| 20                     | Turquie              | 1        | ASKİ SK                  | 1er    | Non participant   |
| 21                     | Autriche             | 1        | Bregenz Handball         | 1er    | Tour préliminaire |
| 22                     | Islande              | 1        | Haukar Hafnarfjörður     | 1er    | Tour préliminaire |
| 23                     | Rép. tchèque         | 1        | HC Baník Karviná         | 1er    | Phase de groupes  |
| 24                     | Lituanie             | 1        | Granitas Kaunas          | 1er    | Tour préliminaire |
| 25                     | Pays-Bas             | 1        | HV Aalsmeer              | 1er    | Tour préliminaire |
| 26                     | Bosnie-Herz.         | 1        | HRK Izviđač Ljubuški     | 1er    | Tour préliminaire |
| 27                     | Israël               | 1        | Hapoël Rishon LeZion     | 1er    | Non participant   |
| 28                     | Biélorussie          | 1        | HC Meshkov Brest         | 1er    | Tour préliminaire |
| 29                     | Slovaquie            | 1        | HT Tatran Prešov         | 1er    | Tour préliminaire |
| 30                     | Belgique             | 1        | Sporting Neerpelt        | 1er    | Tour préliminaire |
| 31                     | Luxembourg           | 1        | Handball Esch            | 1er    | Non participant   |
| 32 à 46 : aucune place |                      |          |                          |        |                   |

## Tour préliminaire
Les dix équipes sont tous championnes de leur pays, et sur tous les clubs, seuls cinq rejoindrons les vingt-sept autres en phase de groupe. Les matchs aller se sont disputés du 10 au 11 septembre et les matchs retour du 18 au 19 septembre 2004.
| Équipe              | Aller   | Total   | Retour  | Équipe               |
| ------------------- | ------- | ------- | ------- | -------------------- |
| HC Meshkov Brest    | 10 – 0  | 20 – 0  | 10 – 0  | FC Porto             |
| Sporting Neerpelt   | 30 – 42 | 55 – 70 | 25 – 28 | Haukar Hafnarfjörður |
| Panellínios Athènes | 27 – 35 | 50 – 59 | 23 – 24 | HRK Izviđač Ljubuški |
| Bregenz Handball    | 32 – 28 | 53 – 63 | 21 – 35 | HT Tatran Prešov     |
| HC Granitas Kaunas  | 27 – 21 | 54 – 46 | 27 – 25 | HV Fiqas Aalsmeer    |

Remarque : en conséquence d'un conflit entre la Ligue et la Fédération portugaise, les clubs ayant choisi la ligue professionnelle comme le FC Porto ne sont pas autorisés à participer aux coupes d’Europe de la Fédération européenne de handball.

## Phase de groupes

### Légende
| Légende pour le classement - Qualification pour les huitièmes de finale - Reversé en huitièmes de finale de la coupe des coupes - Éliminé | Légende pour les scores - Équipe à domicile victorieuse - Match nul - Équipe à l'extérieur victorieuse |

### Groupe A
|   | Équipe           | Pts | J | G | N | P | Bp  | Bc  | Diff |  | Résultats (dom.\ext.) |       |       |       |       |
| - | ---------------- | --- | - | - | - | - | --- | --- | ---- |  | --------------------- | ----- | ----- | ----- | ----- |
| 1 | SC Pick Szeged   | 9   | 6 | 4 | 1 | 1 | 147 | 143 | 4    |  | SC Pick Szeged        |       | 22-21 | 25-18 | 27-24 |
| 2 | FC Barcelone     | 8   | 6 | 4 | 0 | 2 | 172 | 136 | 36   |  | FC Barcelone          | 35-26 |       | 31-22 | 32-25 |
| 3 | RK Vardar Skopje | 4   | 6 | 1 | 2 | 3 | 124 | 153 | -29  |  | RK Vardar Skopje      | 24-24 | 12-26 |       | 22-22 |
| 4 | HCM Constanța    | 3   | 6 | 1 | 1 | 4 | 146 | 157 | -11  |  | HCM Constanța         | 21-23 | 29-27 | 25-26 |       |

### Groupe B
|   | Équipe               | Pts | J | G | N | P | Bp  | Bc  | Diff |  | Résultats (dom.\ext.) |       |       |       |       |
| - | -------------------- | --- | - | - | - | - | --- | --- | ---- |  | --------------------- | ----- | ----- | ----- | ----- |
| 1 | Montpellier Handball | 12  | 6 | 6 | 0 | 0 | 198 | 150 | 48   |  | Montpellier Handball  |       | 31-27 | 34-29 | 44-25 |
| 2 | ZTR Zaporijjia       | 6   | 6 | 3 | 0 | 3 | 162 | 153 | 9    |  | ZTR Zaporijjia        | 21-24 |       | 27-29 | 30-22 |
| 3 | RK Zagreb            | 6   | 6 | 3 | 0 | 3 | 165 | 170 | -5   |  | RK Zagreb             | 27-30 | 22-29 |       | 29-25 |
| 4 | HC Conversano        | 0   | 6 | 0 | 0 | 6 | 143 | 195 | -52  |  | HC Conversano         | 21-35 | 25-28 | 25-29 |       |

### Groupe C
|   | Équipe             | Pts | J | G | N | P | Bp  | Bc  | Diff |  | Résultats (dom.\ext.) |       |       |       |       |
| - | ------------------ | --- | - | - | - | - | --- | --- | ---- |  | --------------------- | ----- | ----- | ----- | ----- |
| 1 | Medvedi Tchekhov   | 10  | 6 | 5 | 0 | 1 | 197 | 179 | 18   |  | Medvedi Tchekhov      |       | 34-33 | 33-26 | 37-33 |
| 2 | GOG                | 8   | 6 | 4 | 0 | 2 | 178 | 151 | 27   |  | GOG                   | 32-26 |       | 28-22 | 36-17 |
| 3 | RK Gorenje Velenje | 4   | 6 | 2 | 0 | 4 | 166 | 170 | -4   |  | RK Gorenje Velenje    | 26-33 | 29-24 |       | 27-17 |
| 4 | HC Meshkov Brest   | 2   | 6 | 1 | 0 | 5 | 143 | 184 | -41  |  | HC Meshkov Brest      | 29-34 | 23-25 | 31-29 |       |

### Groupe D
|   | Équipe                | Pts | J | G | N | P | Bp  | Bc  | Diff |  | Résultats (dom.\ext.) |       |       |       |       |
| - | --------------------- | --- | - | - | - | - | --- | --- | ---- |  | --------------------- | ----- | ----- | ----- | ----- |
| 1 | Portland San Antonio  | 10  | 6 | 5 | 0 | 1 | 194 | 143 | 51   |  | Portland San Antonio  |       | 32-30 | 42-22 | 35-24 |
| 2 | RK Celje              | 8   | 6 | 4 | 0 | 2 | 188 | 163 | 25   |  | RK Celje              | 29-27 |       | 36-18 | 29-23 |
| 3 | Étoile rouge Belgrade | 4   | 6 | 2 | 0 | 4 | 143 | 201 | -58  |  | Étoile rouge Belgrade | 19-28 | 33-32 |       | 25-21 |
| 4 | Wisła Płock           | 2   | 6 | 1 | 0 | 5 | 159 | 177 | -18  |  | Wisła Płock           | 19-30 | 30-32 | 42-26 |       |

### Groupe E
|   | Équipe               | Pts | J | G | N | P | Bp  | Bc  | Diff |  | Résultats (dom.\ext.) |       |       |       |       |
| - | -------------------- | --- | - | - | - | - | --- | --- | ---- |  | --------------------- | ----- | ----- | ----- | ----- |
| 1 | BM Ciudad Real       | 12  | 6 | 6 | 0 | 0 | 199 | 167 | 32   |  | BM Ciudad Real        |       | 36-35 | 34-30 | 29-22 |
| 2 | Kolding IF Håndbold  | 6   | 6 | 3 | 0 | 3 | 216 | 202 | 14   |  | Kolding IF Håndbold   | 31-36 |       | 38-29 | 38-36 |
| 3 | HRK Izviđač Ljubuški | 6   | 6 | 3 | 0 | 3 | 183 | 201 | -18  |  | HRK Izviđač Ljubuški  | 23-37 | 37-36 |       | 35-29 |
| 4 | Pfadi Winterthur     | 0   | 6 | 0 | 0 | 6 | 168 | 196 | -28  |  | Pfadi Winterthur      | 26-27 | 28-38 | 27-29 |       |

### Groupe F
|   | Équipe               | Pts | J | G | N | P | Bp  | Bc  | Diff |  | Résultats (dom.\ext.) |       |       |       |       |
| - | -------------------- | --- | - | - | - | - | --- | --- | ---- |  | --------------------- | ----- | ----- | ----- | ----- |
| 1 | THW Kiel             | 10  | 6 | 5 | 0 | 1 | 200 | 159 | 41   |  | THW Kiel              |       | 36-22 | 39-23 | 33-27 |
| 2 | IK Sävehof           | 8   | 6 | 3 | 2 | 1 | 172 | 171 | 1    |  | IK Sävehof            | 30-26 |       | 38-32 | 27-22 |
| 3 | Haukar Hafnarfjörður | 3   | 6 | 1 | 1 | 4 | 186 | 211 | -25  |  | Haukar Hafnarfjörður  | 28-35 | 35-35 |       | 37-30 |
| 4 | US Créteil           | 3   | 6 | 1 | 1 | 4 | 162 | 179 | -17  |  | US Créteil            | 29-31 | 20-20 | 34-31 |       |

### Groupe G
|   | Équipe             | Pts | J | G | N | P | Bp  | Bc  | Diff |  | Résultats (dom.\ext.) |       |       |       |       |
| - | ------------------ | --- | - | - | - | - | --- | --- | ---- |  | --------------------- | ----- | ----- | ----- | ----- |
| 1 | Fotex KC Veszprém  | 12  | 6 | 6 | 0 | 0 | 195 | 138 | 57   |  | Fotex KC Veszprém     |       | 29-23 | 38-17 | 36-24 |
| 2 | TBV Lemgo          | 8   | 6 | 4 | 0 | 2 | 185 | 158 | 27   |  | TBV Lemgo             | 23-28 |       | 41-26 | 38-29 |
| 3 | HC Granitas Kaunas | 3   | 6 | 1 | 1 | 4 | 144 | 197 | -53  |  | HC Granitas Kaunas    | 26-33 | 22-33 |       | 27-27 |
| 4 | Sandefjord TIF     | 1   | 6 | 0 | 1 | 5 | 154 | 185 | -31  |  | Sandefjord TIF        | 25-31 | 24-27 | 25-26 |       |

### Groupe H
|   | Équipe                 | Pts | J | G | N | P | Bp  | Bc  | Diff |  | Résultats (dom.\ext.)  |       |       |       |       |
| - | ---------------------- | --- | - | - | - | - | --- | --- | ---- |  | ---------------------- | ----- | ----- | ----- | ----- |
| 1 | SG Flensburg-Handewitt | 11  | 6 | 5 | 1 | 0 | 204 | 155 | 49   |  | SG Flensburg-Handewitt |       | 38-30 | 32-24 | 34-21 |
| 2 | HT Tatran Prešov       | 7   | 6 | 3 | 1 | 2 | 174 | 158 | 16   |  | HT Tatran Prešov       | 24-24 |       | 22-25 | 37-24 |
| 3 | HC Baník Karviná       | 5   | 6 | 2 | 1 | 3 | 159 | 174 | -15  |  | HC Baník Karviná       | 27-39 | 29-23 |       | 30-25 |
| 4 | RK Metković            | 1   | 6 | 0 | 1 | 5 | 141 | 191 | -50  |  | RK Metković            | 29-37 | 18-29 | 24-24 |       |

## Phase finale
| \| Montpellier Veszprém Gudme Szeged Celje Tchekhov Kiel Ciudad Real Barcelone Kolding Pampelune Flensburg Prešov Zaporijjia Sävehof Lemgo \| Localisation des équipes en phase finale. |
| Montpellier Veszprém Gudme Szeged Celje Tchekhov Kiel Ciudad Real Barcelone Kolding Pampelune Flensburg Prešov Zaporijjia Sävehof Lemgo                                                 |

### Qualification et tirage au sort
Les huit premiers ainsi que les huit deuxièmes de chaque groupe participent à la phase finale, qui débute par les huitième de finale. Les équipes ayant terminé premier de leur groupe sont placés dans le Chapeau 1 et obtiennent l'avantage de recevoir au match retour.

### Composition des chapeaux
Le tirage au sort a lieu le 14 novembre 2006 à Vienne, en Autriche.
| Chapeau 1              | Chapeau 2           |
| ---------------------- | ------------------- |
| SC Pick Szeged         | FC Barcelone        |
| Montpellier Handball   | ZTR Zaporijjia      |
| Medvedi Tchekhov       | GOG Håndbold        |
| Portland San Antonio   | RK Celje            |
| BM Ciudad Real         | Kolding IF Håndbold |
| THW Kiel               | IK Sävehof          |
| Fotex KC Veszprém      | TBV Lemgo           |
| SG Flensburg-Handewitt | HT Tatran Prešov    |

### Huitièmes de finale
| Équipe 1            | Équipe 2               | Aller           | Retour           | Total    |
| ------------------- | ---------------------- | --------------- | ---------------- | -------- |
| Kolding IF Håndbold | Montpellier Handball   | 5 décembre 2004 | 12 décembre 2004 | 63 – 65  |
| Kolding IF Håndbold | Montpellier Handball   | 38 - 29         | 25 - 36          | 63 – 65  |
| RK Celje            | SC Pick Szeged         | 4 décembre 2004 | 12 décembre 2004 | 44 - 43  |
| RK Celje            | SC Pick Szeged         | 23 - 23         | 21 - 20          | 44 - 43  |
| HT Tatran Prešov    | THW Kiel               | 5 décembre 2004 | 12 décembre 2004 | 57 – 79  |
| HT Tatran Prešov    | THW Kiel               | 32 - 38         | 25 - 41          | 57 – 79  |
| ZTR Zaporijjia      | Fotex KC Veszprém      | 5 décembre 2004 | 11 décembre 2004 | 58 – 67  |
| ZTR Zaporijjia      | Fotex KC Veszprém      | 29 - 28         | 29 - 39          | 58 – 67  |
| TBV Lemgo           | Medvedi Tchekhov       | 4 décembre 2004 | 11 décembre 2004 | 67 - 55  |
| TBV Lemgo           | Medvedi Tchekhov       | 45 - 32         | 22 - 23          | 67 - 55  |
| IK Sävehof          | SG Flensburg-Handewitt | 5 décembre 2004 | 11 décembre 2004 | 60 - 61  |
| IK Sävehof          | SG Flensburg-Handewitt | 34 - 30         | 26 - 31          | 60 - 61  |
| GOG Håndbold        | BM Ciudad Real         | 4 décembre 2004 | 11 décembre 2004 | 50 - 79  |
| GOG Håndbold        | BM Ciudad Real         | 29 - 45         | 31 - 34          | 50 - 79  |
| FC Barcelone        | Portland San Antonio   | 4 décembre 2004 | 11 décembre 2004 | *52 – 52 |
| FC Barcelone        | Portland San Antonio   | 28 - 22         | 24 - 30          | *52 – 52 |

* FC Barcelone qualifié aux dépens du Portland San Antonio selon la règle du nombre de buts marqués à l'extérieur (24 contre 22).

### Quarts de finale
| Équipe 1             | Équipe 2               | Aller       | Retour       | Total   |
| -------------------- | ---------------------- | ----------- | ------------ | ------- |
| THW Kiel             | FC Barcelone           | 5 mars 2005 | 12 mars 2005 | 57 - 58 |
| THW Kiel             | FC Barcelone           | 30 - 25     | 27 - 33      | 57 - 58 |
| Montpellier Handball | SG Flensburg-Handewitt | 6 mars 2005 | 13 mars 2005 | 55 - 54 |
| Montpellier Handball | SG Flensburg-Handewitt | 36 - 22     | 19 - 32      | 55 - 54 |
| BM Ciudad Real       | Fotex KC Veszprém      | 5 mars 2005 | 12 mars 2005 | 63 - 55 |
| BM Ciudad Real       | Fotex KC Veszprém      | 29 - 22     | 34 - 33      | 63 - 55 |
| TBV Lemgo            | RK Celje               | 5 mars 2005 | 12 mars 2005 | 59 - 68 |
| TBV Lemgo            | RK Celje               | 29 - 33     | 30 - 35      | 59 - 68 |

Remarque : Après une victoire 36 à 22 au Palais des sports René-Bougnol, Montpellier voit son avantage totalement effacé lors du match retour puisque le club allemand mène 32 à 18 et est alors qualifié en raison du plus grand nombre de buts marqués à l'extérieur. Michaël Guigou obtient une simple faute à la place d'un jet à sept mètres. Le temps de jeu étant écoulé, Montpellier ne peut que tirer depuis les neuf mètres, sans aucune passe. Gregory Anquetil parvient à se désaxer pour éviter le mur allemand. Le ballon passe entre les jambes du gardien, offrant la qualification à Montpellier.

### Demi-finales
| Équipe 1       | Équipe 2             | Aller        | Retour        | Total   |
| -------------- | -------------------- | ------------ | ------------- | ------- |
| RK Celje       | FC Barcelone         | 2 avril 2005 | 9 avril 2005  | 60 - 62 |
| RK Celje       | FC Barcelone         | 34 - 31      | 26 - 31       | 60 - 62 |
| BM Ciudad Real | Montpellier Handball | 3 avril 2005 | 10 avril 2005 | 61 - 57 |
| BM Ciudad Real | Montpellier Handball | 30 - 24      | 31 - 33       | 61 - 57 |

À noter que lors de la demi-finale retour, le BM Ciudad Real concède sa première défaite de la saison face au Montpellier Handball (31-33) mais se qualifie malgré tout pour la finale de la compétition pour la première fois de son histoire grâce à sa victoire de 6 buts au match aller (30-24). 
Le FC Barcelone, battu de trois buts au match aller à Celje (31-34) et ne menant que d'un but à quinze minutes de la fin du match retour, s'impose finalement de cinq longueurs, notamment grâce aux 8 buts de Jérôme Fernandez.

### Finale
Au terme d'une finale très disputée, le FC Barcelone s'impose face au BM Ciudad Real sur le score total de 56 à 55 malgré les huit buts de l'éternel Dujshebaev (près de 37 ans) lors du match retour :
Finale aller
| 30 avril 2005 | BM Ciudad Real | 28 - 27   | FC Barcelone  | Ciudad Real, Espagne Affluence : 5 500 Arbitrage : Gilles Bord et Olivier Buy |
| 30 avril 2005 | Hussein Zaky 5 | (14 - 11) | Iker Romero 6 | Ciudad Real, Espagne Affluence : 5 500 Arbitrage : Gilles Bord et Olivier Buy |
| 30 avril 2005 | ×2 ×4          | Rapport   | ×3 ×8         | Ciudad Real, Espagne Affluence : 5 500 Arbitrage : Gilles Bord et Olivier Buy |

| BM Ciudad Real 28 - Gardien : José Javier Hombrados, Jaume Fort. - Marqueurs : Carlos Prieto, Jonas Källman 4, Aleš Pajovič , Mariano Ortega 3 , Talant Dujshebaev 1 , Ólafur Stefánsson 3 , Mirza Džomba 3 , Rolando Uríos 3, Hussein Zaky 5 , Claus Møller Jakobsen 2, Alberto Entrerríos 4, Didier Dinart. | FC Barcelone 27 - Gardiens : David Barrufet, Dejan Perić - Marqueurs : Andrei Xepkin, Xavier O'Callaghan 2, Víctor Tomás 3, Salvador Puig 1 , Fernando Hernández, Jérôme Fernandez 3, Iker Romero 9, László Nagy 2 , Lars Krogh Jeppesen 4 , Dragan Škrbić 2, Luka Žvižej 1 , Davor Dominiković . |

Finale retour
| 7 mai 2005 | FC Barcelone  | 29 - 27   | BM Ciudad Real      | Barcelone, Espagne Affluence : 8 200 Arbitrage : Frank Lemme et Bernd Ullrich |
| 7 mai 2005 | László Nagy 9 | (17 - 15) | Talant Dujshebaev 8 | Barcelone, Espagne Affluence : 8 200 Arbitrage : Frank Lemme et Bernd Ullrich |
| 7 mai 2005 | ×3 ×4         | Rapport   | ×3 ×4 ×1            | Barcelone, Espagne Affluence : 8 200 Arbitrage : Frank Lemme et Bernd Ullrich |

| FC Barcelone 29 - Gardiens : David Barrufet, Dejan Perić - Marqueurs : Andrei Xepkin, Xavier O'Callaghan 2, Víctor Tomás 3 dont 3 pen. , Salvador Puig , Fernando Hernández 2, Jérôme Fernandez 1, Iker Romero 7 (dont 1 pen.), László Nagy 9 , Lars Krogh Jeppesen 2, Dragan Škrbić 3, Luka Žvižej, Davor Dominiković . | BM Ciudad Real 27 - Gardien : José Javier Hombrados, Jaume Fort. - Marqueurs : Carlos Prieto , Jonas Källman 3 , Aleš Pajovič 47e, Mariano Ortega , Talant Dujshebaev 8, Ólafur Stefánsson 6 dont 1 pen. , Mirza Džomba 4, Rolando Uríos 4, Hussein Zaky, Claus Møller Jakobsen, Alberto Entrerríos 2 , Didier Dinart . |

## Les champions d'Europe
| Vainqueur de la Ligue des champions de l'EHF 2004-2005 FC Barcelone 7e titre |

L'effectif du FC Barcelone était :
| Gardiens de but - David Barrufet - Dejan Perić Arrières - Jérôme Fernandez - László Nagy - Salvador Puig - Lars Krogh Jeppesen | Demi-centres - Xavier O'Callaghan - Iker Romero Ailiers - Antonio Carlos Ortega - Fernando Hernández - Víctor Tomás - Valero Rivera - Luka Žvižej | Pivots - Andrei Xepkin - Dragan Škrbić - Davor Dominiković - Alberto Val Entraîneur - Xesco Espar |

## Statistiques
Les meilleurs buteurs sont :
| Rang | Joueur             | Équipe                 | Buts | MJ | Moy. |
| ---- | ------------------ | ---------------------- | ---- | -- | ---- |
| 1    | Siarhei Rutenka    | RK Celje               | 95   | 12 | 7,9  |
| 2    | Iker Romero        | FC Barcelone           | 90   | 14 | 6,4  |
| 3    | Édouard Kokcharov  | RK Celje               | 77   | 12 | 6,4  |
| 4    | Kiril Lazarov      | Fotex KC Veszprém      | 76   | 10 | 7,6  |
| 5    | László Nagy        | FC Barcelone           | 75   | 14 | 5,4  |
| 6    | Mirza Džomba       | BM Ciudad Real         | 74   | 14 | 5,3  |
| 7    | Lars Christiansen  | SG Flensburg-Handewitt | 68   | 9  | 7,6  |
| 8    | Alberto Entrerríos | BM Ciudad Real         | 67   | 14 | 4,8  |
| 9    | Michaël Guigou     | Montpellier Handball   | 65   | 11 | 5,9  |
| 10   | Carlos Pérez       | Fotex KC Veszprém      | 64   | 8  | 8,0  |
| 10   | Mladen Bojinović   | Montpellier Handball   | 64   | 12 | 5,3  |